# Julian Wintle
Julian Wintle (Liverpool, 17 ottobre 1913 – Brighton, 8 novembre 1980) è stato un produttore cinematografico e produttore televisivo britannico, malato di emofilia. È ricordato soprattutto per il suo lavoro per la serie televisiva Agente speciale dove ha supervisionato la transizione della serie al cinema, l'introduzione di Emma Peel e il successivo successo internazionale.

## Filmografia

### Cinema
- La colpa del marinaio (1952)
- Il cargo della violenza (1955)
- Sfida agli inglesi (1957)
- Questione di vita o di morte (1959)
- Il circo degli orrori (1960)
- I gangsters di Piccadilly (1960)
- Un pezzo grosso (1961)
- La notte delle streghe (1962)
- Il generale non si arrende (1962)
- La signora sprint (1962)
- Assedio alla Terra (1963)
- Agente segreto al servizio di madame Sin (1972)

### Televisione
- Agente speciale (1965 - 1969)